# Sillans
Sillans är en kommun i departementet Isère i regionen Auvergne-Rhône-Alpes i sydöstra Frankrike. Kommunen ligger i kantonen Saint-Étienne-de-Saint-Geoirs som tillhör arrondissementet Grenoble. År 2022 hade Sillans 1 923 invånare.

## Befolkningsutveckling
Antalet invånare i kommunen Sillans
Referens:INSEE